# Aliabad-e Sar Tang
Aliabad-e Sar Tang (perski: علي ابادسرتنگ) – wieś w Iranie, w ostanie Fars. W 2006 roku liczyła 554 mieszkańców w 126 rodzinach.